# Trương Tấn Sang
Trương Tấn Sang  ( Long An tartomány, 1949. január 21. –) a Vietnámi Szocialista Köztársaság 7. elnöke 2011. július 25-étől 2016-ig.

## Életrajza
Főiskolai jogi diplomát szerzett. 1969. december 20-tól a Kommunista Párt tagja. 1971-ben bebörtönözték, és az 1973-as párizsi békeszerződéskor engedték szabadon. Ő volt Ho Si Minh-város politikai vezetője (párttitkára) 1996-2000 között.

## Fordítás
Ez a szócikk részben vagy egészben  a   Truong Tan Sang című angol Wikipédia-szócikk ezen változatának fordításán alapul.  Az eredeti cikk szerkesztőit annak laptörténete sorolja fel. Ez a jelzés csupán a megfogalmazás eredetét és a szerzői jogokat jelzi, nem szolgál a cikkben szereplő információk forrásmegjelöléseként.